# Nadeo
Nadeo – francuski producent gier komputerowych, znany głównie z serii TrackMania oraz Virtual Skipper.
Od 5 października 2009 roku Nadeo jest własnością Ubisoft.

## Wyprodukowane gry
2000:
- Virtual Skipper[2]

2002:
- Virtual Skipper 2[3]

2003:
- TrackMania[4]
- Virtual Skipper 3[5]

2004:
- TrackMania: Power Up![6]

2005:
- TrackMania Sunrise[7]
  - TrackMania Sunrise: eXtreme![8]
- TrackMania Original[9]
- Virtual Skipper 4[10]

2006:
- TrackMania Nations[11]
- TrackMania United[12]

2007:
- Virtual Skipper 5: 32nd America's Cup: The Game[13]

2008:
- TrackMania United Forever[14]
- TrackMania Nations Forever[15]

2011:
- TrackMania 2: Canyon[16]

2013:
- Shootmania: Storm[17]
- TrackMania 2: Stadium[18]
- TrackMania 2: Valley[19]

2016:
- TrackMania Turbo[20]

2017:
- TrackMania 2: Lagoon

2020:
- Trackmania[21]

W produkcji:
- QuestMania[22]